# René Duprat
René „Didi“ Duprat (* 12. Oktober 1926 in Paris; † 8. August 1996) war ein französischer Gitarrist des Gypsy-Jazz und der Musette.

## Leben und Wirken
Duprat lernte als Kind Mandoline und Banjo, bevor die Gitarre unter dem Einfluss von Django Reinhardts Musik die Gitarre sein Hauptinstrument wurde.  Obgleich kein Manouche arbeitete er ab den 1930er und 1940er Jahren als Gitarrist in der Musette- und der Swing-Szene. Mit 16 Jahren spielte er im  Orchester Michel Warlop. 1943 begleitete er Gus Viseur und  Tony Muréna, mit dem erste Aufnahmen entstanden. Nach Ende des Krieges nahm er auch mit Jo Privat auf. Er war bis 1952 Mitglied im Orchester von Louis Ferrari. 1958 ersetzte er Henri Crolla als Tournee-Begleiter des Sängers Yves Montand, was ihn landesweit bekannt machte.  Dadurch arbeitete er bis Mitte der 1970er Jahre auch mit Künstlern wie Dalida, Juliette Gréco und Marlene Dietrich. Didi Duprat spielte  auch mit den Brüdern Baro und Matelo Ferret. Noch Anfang der 1990er Jahre entstanden letzte Aufnahmen mit Jo Rossi, Marc Perrone, Louis Corchia, Marcel Azzola, Armand Lassagne und Francis Varis, bevor er erkrankte und seine Karriere beenden musste.

## Diskographische Hinweise
- Marcel Azzola: Comme au bal (Accord-Auvidis)
- Paris Musette Volume 1 (La Lichére, 1991)
- Paris Musette Vol. 2 • Swing et Manouche - Le Repertoire (La Lichére, 1993)